# 博士伦
博士伦（英語：Bausch & Lomb，2010年后风格化为Bausch + Lomb），是美国-加拿大著名的眼睛护理产品制造商，由兩位德國移民John Jacob Bausch和Henry Lomb于1853年在美國紐約州羅徹斯特市创办。现主要生產及銷售眼睛護理用品、隱形眼鏡、隱形眼鏡護理藥品及眼科手術儀器，是全球主要生產商之一。

## 歷史
博士倫於1853年由兩名德國人John Jacob Bausch及Henry Lomb創辦。早期主要生產膠製眼鏡框給其他視力相關產品。在1900年代早期至中期開始生產光學玻璃，1903年起生產顯微鏡、望遠鏡及相機快門。第一次世界大戰期間，為美軍生產太陽眼鏡。1971年，博士倫開始生產軟性隱形眼鏡，以透明水藍片為主要銷售產品。
1999年，博士倫把其於1937年創辦的高檔太陽眼鏡業務雷朋（Ray-Ban），出售予Luxottica（但代理權仍由博士倫擁有）。2007年5月该公司因为业绩不佳而被美国私人股权投资公司华平投资私有化。
2013年5月27日加拿大最大上市制藥商Valeant制藥國際公司(紐交所交易代碼：VRX)宣布，將斥資87億美元現金，其中約45億美元付給以美國華平創投集團為首的一個投資財團，另外約42億美元用於償還博士倫的未償債務。收購全球眼保健公司博士倫。Valeant將把現有的眼保健業務並入博士倫。
2014年4月22日Valeant提出以每股48.30美元的現金和0.83股Valeant的普通股換取一股Allergan的股票，即每股收購價為152.89美元，合共斥資457億美元（約3564.2億港元）收購生產Botox的愛力根（Allergan）。
2018年，其母公司Valeant更名为Bausch Health。2022年，其母公司将博士伦分割出来，在美國紐約證交所和加拿大多倫多證交所独立上市。

## 外部連結
- 博士倫 （页面存档备份，存于）（英文）
- 博士倫台灣 （页面存档备份，存于）
- 博士倫香港 （页面存档备份，存于）
- 博士倫的故事
- 博士倫歷史（页面存档备份，存于）